# Ceyx
Ceyx é um gênero de ave da família Alcedinidae, que engloba os martins-pigmeu.

## Espécies
Vinte e duas espécies são reconhecidas para o gênero Ceyx: 
- Ceyx erithaca (Linnaeus, 1758), martim-pigmeu-oriental
- Ceyx melanurus (Kaup, 1848), martim-pigmeu-filipino
- Ceyx fallax (Schlegel, 1866), martim-pigmeu-da-celebes
- Ceyx lepidus Temminck, 1836, martim-pigmeu-das-molucas
- Ceyx margarethae W Blasius, 1890, martim-pigmeu-dimórfico
- Ceyx wallacii Sharpe, 1868, martim-pigmeu-da-sula
- Ceyx cajeli Wallace, 1863, martim-pigmeu-de-buru
- Ceyx solitarius Temminck, 1836, martim-pigmeu-papua
- Ceyx dispar Rothschild & Hartert, 1914, martim-pigmeu-do-almirantado
- Ceyx mulcatus Rothschild & Hartert, 1914, martim-pigmeu-da-nova-irlanda
- Ceyx sacerdotis EP Ramsay, 1882, martim-pigmeu-da-nova-bretanha
- Ceyx meeki Rothschild, 1901, martim-pigmeu-das-salomão-setentrionais
- Ceyx collectoris Rothschild & Hartert, 1901, martim-pigmeu-da-nova-geórgia
- Ceyx malaitae Mayr, 1935, martim-pigmeu-da-malaita
- Ceyx nigromaxilla Rothschild & Hartert, 1905, martim-pigmeu-de-guadalcanal
- Ceyx gentianus Tristram, 1879, martim-pigmeu-de-makira
- Ceyx cyanopectus Lafresnaye, 1840, martim-pigmeu-do-peito-azul
- Ceyx argentatus Tweeddale, 1877, martim-pigmeu-de-mindanau
- Ceyx flumenticola Steere, 1890, martim-pigmeu-das-vissaias-orientais
- Ceyx azureus (Latham, 1802), martim-pescador-azul
- Ceyx pusillus Temminck, 1836, martim-pigmeu-miúdo
- Ceyx websteri (Hartert, 1898), martim-pescador-das-bismarck

As espécies picta, lecontei e madagascariensis eram alocadas no gênero Ceyx, entretanto, um estudo recente reorganizou o gênero transferindo a madagascariensis para o gênero Corythornis, picta e lecontei para o gênero Ispidina, e cyanopectus, argentatus, azureus, pusillus e websteri do gênero Alcedo para o Ceyx. Ceyx rufidorsa, reconhecida como uma espécie distinta, foi recentemente revisada como sinônimo de C. erithaca.

## Etimologia
O nome deste género de pássaro é uma alusão ao mito grego de Ceix e Alcíone.